# Blasco Lanza
Blasco Lanza Vitello, barone di Trabia (Catania, 1466 – Palermo, 8 ottobre 1535), è stato un nobile, avvocato e politico italiano del XV e del XVI secolo, capostipite della famiglia Lanza di Trabia.

## Biografia
Nacque a Catania nel 1466 da Manfredi Lancia, nobile dei baroni di Longi, e dalla di lui consorte la nobildonna Agata Vitello. Dal lato paterno discendeva dalla famiglia Lancia di origine aleramica, portata in Sicilia ai tempi della dominazione sveva da un Corrado, signore del castello di Fondi. Sulle sue origini esistono tuttavia alcune controversie, e secondo una tesi formulata dal giurista Mario Cutelli, era figlio di uno scrivano dalle origini oscure che non disponendo dei mezzi per farlo studiare gli aveva fatto vestire l'abito di San Domenico, poi dismesso una volta completati gli studi.
Nel 1494, conseguì il dottorato in diritto civile all'Università di Catania, dove insegnava il fratello maggiore Antonino, giurista. Esercitò la professione forense, con tutta probabilità ancora prima della laurea, e vi raggiunse presto fama di grande avvocato.
L'affermazione professionale gli consentì di crearsi un ingente patrimonio con l'acquisto di feudi: nel 1496, acquistò da Pietro Cardona Ventimiglia, conte di Collesano il diritto di riscattare dalle mani di Lattanzio Perdicaro, che lo teneva, il feudo di Casal Giordano nel territorio di Petralia, e nel 1505, da Girolamo Vitellino il diritto di percepire un grano sopra ogni salma di vettovaglie esportata dai porti di Girgenti, Siculiana, Montechiaro, Licata e Catania. Ben'altra consistenza ebbe però il patrimonio immobiliare del quale il Lanza entrò in possesso in virtù dei due matrimoni contratti durante la sua lunga vita. La prima unione con la nobildonna Aloisia di Bartolomeo gli fruttò nel 1498 l'acquisizione del territorio di Trabia, nel Val di Mazara, con torre, fondaco, mulini, tonnara e coltura di canne da zucchero, su cui ebbe investitura col titolo di barone con privilegio dato dal re Ferdinando II d'Aragona il 14 novembre 1509, reso esecutivo dall'11 giugno 1510. Il Lanza ebbe concessione anche della licenza di costruirvi case e fortezza su Trabia, che perciò fu elevata a feudo nobile. Il secondo matrimonio, con la nobildonna Laura Tornabene Paternò, nel 1507, gli portò in dote la baronia di Castania, nel Val Demone, antico feudo dei Lancia per il quale aveva intentato causa giudiziale per acquisirne il possesso. Il Lanza stesso, per suo conto acquistò i tre feudi limitrofi di Camilari, Vacrila ed Acquasanta, costituendo un imponente complesso immobiliare.
Le esigenze della professione, che l'avevano portato abbastanza presto a Palermo per patrocinarvi importanti cause presso i supremi tribunali del Regno, lo indussero verso la fine del XV secolo a prendervi stabile residenza. L'alto prestigio professionale raggiunto e l'essere divenuto un feudatario gli consentirono di essere eletto deputato del Regno nel 1508 e nel 1514, come rappresentante del braccio baronale. Divenne uno dei nobili siciliani più influenti del tempo, tant'è che nel 1516 figurò fra i più stretti consiglieri che assistettero il viceré Hugo de Moncada nelle turbolenze occasionate dalla morte di Ferdinando il Cattolico che gli costarono la carica, e che seguì a Messina dove si rifugiò. Il Moncada, convocato dall'imperatore Carlo V d'Asburgo a Bruxelles assieme ai principali esponenti dell'aristocrazia isolana ribelle a presentare le proprie ragioni, per la rivolta contro di lui scoppiata in Sicilia, volle con sé il Lanza come suo difensore, assieme ad altri due nobili catanesi della sua fazione, Girolamo Guerreri e Cesare Gioeni. L'imperatore asburgico lo creò regio consigliere onorario e soprannumero, con dispaccio dato in Bruxelles il 20 febbraio 1517, esecutoriato in Palermo il 22 maggio.
Nel 1517, Ettore Pignatelli, conte di Monteleone, venne insediato alla luogotenenza dell'isola, e poco dopo a Palermo scoppiò una nuova rivolta capeggiata da Giovan Luca Squarcialupo: il Lanza, per aver fatto parte della fazione moncadiana venne cercato dagli insorti per eliminarlo, ma essendosi rifugiato in un introvabile nascondiglio, non venne trovato e costoro guidati da Francesco e Giovan Vincenzo Imperatore, fratelli di Federico, suo personale nemico, assaltarono e saccheggiarono la sua residenza di Palermo. I tumulti di Palermo fecero eco in tutta la Sicilia, anche a Termini, i cui abitanti attaccarono e devastarono Trabia e il suo castello, feudo del Lanza. La congiura dello Squarcialupo venne duramente stroncata con l'uccisione del medesimo, e il Pignatelli divenne viceré. Il Conte di Monteleone, per quanti meriti il Lanza avesse potuto vantare per il suo lealismo, lo lasciò in disparte. Non è neanche sicuro che gli fossero risarciti i danni subiti durante la rivolta del 1517, mentre si parlò di una carica pubblica ben remunerata della quale gli fu data però solo l'aspettativa.
L'atteggiamento del nuovo viceré dell'isola infastidì il Lanza provocandone il proprio risentimento, come dimostrato in occasione del Parlamento convocato a Palermo nel maggio 1522 dallo stesso Viceré per la conferma del donativo ordinario, in cui il Barone di Trabia fu tra coloro che opposero le gravi condizioni economiche del Regno per chiedere sgravi fiscali e la diminuzione dei donativo. Questa richiesta lo mise in vista fra i capi della nuova dissidenza baronale e richiamò su di lui l'attenzione preoccupata del Pignatelli, il quale reagì con la sospensione del Parlamento e il suo trasferimento a Messina, città tradizionalmente più sicura e devota alla politica vicereale. Il 4 luglio dello stesso anno, il Lanza fu fatto arrestare per ordine dello stesso Viceré da parte di Bartolomeo Tagliavia, conte di Castelvetrano e stratigoto di Messina, e incarcerato al Castello di Matagrifone, fu in seguito mandato in esilio a Tripoli. Fu ricondotto in Sicilia l'anno successivo, nel 1523, a seguito delle dichiarazioni di Federico Abbatelli Ventimiglia, conte di Cammarata, che avendo svelato della congiura filofrancese organizzata dai fratelli Imperatore per consegnare la corona della Sicilia al re Francesco I di Francia, fece anche il nome del Lanza. Il Conte di Cammarata dichiarò che durante le riunioni del Parlamento era incaricato di trattare con i rappresentanti delle città di Palermo, Messina e Catania una unione, che con il pretesto degli sgravi fiscali, ne assicurasse l'appoggio alla congiura in vista dell'arrivo in Sicilia di un'armata francese. L'accusa era gravissima e rischiava di costargli la pena capitale, e tradotto da Tripoli nel castello di Milazzo, vi fu sottoposto a vari interrogatori, nel corso dei quali si difese con la sua consumata abilità, riuscendo a scagionarsi.
Il Barone di Trabia, ritiratosi a vita privata, visse gli ultimi anni a Palermo, dove morì l'8 ottobre 1535. Fu sepolto nella Chiesa di Santa Cita della capitale isolana.

### Matrimoni e discendenza
Blasco Lanza Vitello, I barone di Trabia, nel 1498 sposò la nobildonna Aloisia di Bartolomeo, unica figlia ed erede di Leonardo, signore di Trabia, da cui ebbe due figlie:
- Antonia, che fu moglie di Salvatore Mastrantonio, barone di Aci;
- Giovanna, che fu moglie di Ercole Statella Caruso, I barone di Spaccaforno e Gran Siniscalco del Regno di Sicilia.[1][10]

Rimasto vedovo, si risposò nel 1507 con la nobildonna catanese Laura Tornabene Paternò, baronessa di Castania, figlia di Tommaso, da cui ebbe tre figli:
- Manfredi;
- Cesare, II barone di Trabia e I conte di Mussomeli († 1593), che sposò in prime nozze Lucrezia Gaetani Bonaiuti, da cui ebbe tre figli, ed in seconde nozze Castellana de Centelles Branciforte, da cui ebbe cinque figli;
- Agata, che fu moglie di Giovanni Antonio Squillace.[1][10]